# Kugeldruckhärte
Die Kugeldruckhärte ist eine Prüfmethode zur Härteprüfung von Elastomeren, z. B. Gummi. In der Norm ISO 48 ist dieses Verfahren für den Bereich zwischen 10 und 98 internationalen Gummi-Härtegraden (IRHD) spezifiziert. Die Prüfung erfolgt unter Anwendung einer konstanten Kraft. Aus der Differenz der Eindringtiefe einer Kugel (Indentor) bei (a) einer geringen Vorkraft und (b) einer definierten Hauptkraft errechnet sich die Härte.
Bei der Härteprüfung von Elastomeren und thermoplastischen Elastomeren gibt es vier Verfahren, die sich im Kugeldurchmesser und der einwirkenden Kraft unterscheiden.